# Yugo Kobayashi
Yugo Kobayashi (en japonés: 小林 優吾, Kobayashi Yugo, 10 de julio de 1995) es un deportista japonés que compite en bádminton, en la modalidad de dobles.
Ganó dos medallas en el Campeonato Mundial de Bádminton, oro en 2021 y plata en 2019. En los Juegos Asiáticos de 2022 consiguió una medalla de bronce en la prueba de equipo.

## Palmarés internacional
| Campeonato Mundial | Campeonato Mundial | Campeonato Mundial | Campeonato Mundial |
| Año                | Lugar              | Medalla            | Prueba             |
| ------------------ | ------------------ | ------------------ | ------------------ |
| 2019               | Basilea (Suiza)    | Medalla de plata   | Dobles             |
| 2021               | Huelva (España)    | Medalla de oro     | Dobles             |
| Juegos Asiáticos   |                    |                    |                    |
| Año                | Lugar              | Medalla            | Prueba             |
| 2022               | Hangzhou (China)   | Medalla de bronce  | Equipo             |